# 보호감호
보호감호(保護監護)는 실형을 선고받아 형기를 마친 사람을 보호감호시설에 수용하여 사회복귀에 필요한 직업훈련과 교화를 과할 수 있는 보호 처분이었다. 근로는 피보호감호자의 동의가 있는 때로 한하였다. 보호감호시설의 장은 직업훈련·근로·치료, 기타 감호·교화에 필요하다고 인정되는 때에 적당한 기관에 피보호감호자의 감호 등을 위탁할 수 있었다. 이 경우 위탁받은 기관은 보호감호시설로 보았다. 보호감호 시설에의 수용은 7년을 초과할 수 없었다.
보호대상자가 1. 동종 또는 유사한 죄로 2회 이상 금고 이상의 실형을 받고 형기 합계 3년 이상인 자가 최종형의 전부 또는 일부의 집행을 받거나 면제를 받은 후 다시 동종 또는 유사한 죄를 범한 때, 2. 일정죄를 수회 범하여 상습성이 인정될 때 3. 보호감호의 선고를 받은 자가 그 감호의 전부 또는 일부의 집행을 받거나 면제를 받은 후 다시 동종 또는 유사한 별표의 죄를 범한 때에 해당하고 재범의 위험성이 있다고 인정되는 때에는 보호감호에 처하였다.

## 폐지
이중·과잉처벌과 인권침해 비판을 받아온 사회보호법이 이중처벌적이라는 이유로 2005년 8월 4일 폐지됨에 따라, 사회보호법에 의거한 보호처분 제도중의 하나였던 보호감호 처분은 폐지되었다. 폐지된 사회보호법의 대체 법안으로, 정신질환자에 대해 치료와 보호를 병행토록 하는 내용의 사회보호법이 폐지된 날과 동시에 시행되었다.

## 같이 보기
- 보호처분
- 사회보호법
- 치료감호